# Video Killed the Radio Star
Video Killed the Radio Star – singel zespołu Buggles, napisany przez Trevora Horna, Geoffa Downesa i Bruce’a Woolleya w 1978. Został wydany 7 września 1979 roku. Jego teledysk był pierwszym, jaki w swojej historii wyemitowała amerykańska telewizja muzyczna MTV, rozpoczynając nadawanie 1 sierpnia 1981 roku.